# Feliciano Checa y Barba
Manuel Antonio Feliciano Checa y Barba (Quito, 1779-Ibídem, 1846) fue un militar ecuatoriano.

## Biografía
Nació en Quito el 9 de junio de 1779, hijo del español Ignacio Javier José Manuel de Checa y Carrascosa de la Torre, corregidor de Loja, y de la quiteña María Josefa Barba y Guerrero, hija de la condesa de Selva Florida. Previa dispensa por su parentesco, el 30 de abril de 1812 se casó con su sobrina segunda, María Alegría Josefa Raimunda Barba y Borja. Tuvieron 7 hijos, destacando José Ignacio Checa y Barba.
Estudió en el colegio dominicano San Fernando de Quito e ingresó muy joven en las milicias reales, alcanzando el grado de subteniente. En marzo de 1809, las autoridades realistas de Quito descubrieron una conspiración de aristócratas quiteños que planeaban una revolución para instalar un gobierno republicano. Los documentos con las evidencias fueron remitos a Santafé de Bogotá, pero en el camino los alguaciles fueron atacados por los trabajadores de Feliciano Checa y Rosa Montúfar cerca de la hacienda Chilca Grande. Esto permitió la liberación de los sospechosos a pesar de las protestas del fiscal Tomás de Aréchaga. Poco después, el 9 de agosto, Checa acompañó al coronel Juan de Salinas en la toma del Cuartel Real. Dos días después es nombrado capitán y enviado a defender Latacunga de una posible incursión del gobernador realista de Guayaquil, Bartolomé de Cucalón y Villamayor. Sin embargo, poco después el gobierno revolucionario cayó y Checa tuvo que esconderse en la hacienda Chilca Bajo en Urabia. El 2 de agosto de 1810 participó del intento de capturar el Cuartel Real para liberar a los prisioneros patriotas, lo que fue un fracaso que acabó en la ejecución de los presos.
Volvió a la clandestinidad hasta la llegada del coronel Carlos de Montúfar en octubre, siendo ascendido a sargento mayor. El 15 de junio de 1811 es nombrado teniente coronel, participando de la expedición contra San Juan de Pasto. Luego marcha contra Riobamba, combatiendo en Verdeloma con el grado de coronel, rango que obtuvo el 25 de junio de 1812. Combatió contra los realistas en Mocha y El Panecillo, siendo vencido. Debió refugiarse en el monte Puntas o Ashcu Quiru.
En 1814 es capturado por el general realista Juan Ramírez Orozco y enviado a Loja, pero escapó y se refugió en Pujilí. En 1820 se unió a las fuerzas patriotas en la toma de Latacunga y combatiendo en la primera y la segunda batallas de Huachi Grande. Luego destacó en Tapi y Pichincha.
Después de la independencia fue juez político y comandante militar de la provincia de León, y comandante de armas y gobernador de la provincia de Chimborazo hasta 1828. En 1830 actúa contra un motín surgido contra el general Luis Urdaneta. Entre 1832 y 1835 fue prefecto del departamento del Ecuador y en 1836 recibe su retiro del ejército. Al año siguiente sirve como juez militar de la Corte Superior Marcial, cargó que ocupó hasta 1845. Un año después falleció.